# روي كورنر
روي كورنر (بالإنجليزية: Roy Koerner)‏ هو مستكشف بريطاني، ولد في 3 يوليو 1932 في Copnor ‏ في المملكة المتحدة، وتوفي في 26 مايو 2008.